# Донецький апеляційний адміністративний суд

Юрисдикція суду

Донецький апеляційний адміністративний суд — колишній апеляційний адміністративний суд загальної юрисдикції, розміщений у місті Краматорську. Юрисдикція суду поширювалася на Донецьку та Луганську області.
У зв'язку з тимчасовою окупацією частини території України, суд 12 листопада (фактично — з 14 листопада) 2014 року переведений з Донецька до Краматорська.
Суд здійснював правосуддя до початку роботи Першого апеляційного адміністративного суду, що відбулося 3 жовтня 2018 року.

## Керівництво
Голова суду — Ханова Раїса Федорівна
 Заступник голови суду — Геращенко Ігор Володимирович
 Керівник апарату — Глібочану Наталія Іванівна.
Суддя-спікер — Шишов Олег Олексійович.

## Показники діяльності у 2014 році
- Перебувало на розгляді справ — 10414
  - надійшло у 2014 році — 9910
- Розглянуто — 9361[7].